# Малогощ
Мало́ґощ (пол. Małogoszcz) — місто в південній Польщі.
Належить до Єнджейовського повіту Свентокшиського воєводства.

## Відомі особи

### Каштеляни
- Вікторин Сененський
- Анджей Фірлей (ковельський староста)

### Старости
- Анджей Рей із Шумська († 1664) — кальвініст, правнук Миколая[3]

## Демографія
Демографічна структура станом на 31 березня 2011 року:
|          | Загалом | Допрацездатний вік | Працездатний вік | Постпрацездатний вік |
| -------- | ------- | ------------------ | ---------------- | -------------------- |
| Чоловіки | 1967    | 392                | 1425             | 150                  |
| Жінки    | 2023    | 379                | 1297             | 347                  |
| Разом    | 3990    | 771                | 2722             | 497                  |